# Тулуб Сергій Борисович
Сергій Борисович Тулуб (нар. 13 серпня 1953, Донецьк) — український політик, доктор технічних наук (2001), член Партії регіонів; голова Черкаської обласної державної адміністрації з 6 квітня 2010 до 25 лютого 2014 року.

## Біографія
Українець; дружина Галина Олегівна (1956) — економіст, МП «Енергоресурс»; син Борис (1983); дочка Владислава (1976).
Освіта: Донецький політехнічний інститут (1971—1976), гірничий інженер-економіст, «Організація гірничої промисловості»; Академія суспільних наук (1987—1990), політолог, «Теорія соціально-політичних відносин».
09.1970-08.71 — доставник-такелажник підземний, шахта «Кіровська» комбінату «Донецьквугілля».
08.1971-09.72 — студент, Харківський інженерно-економічний інститут.
09.1972-09.76 — студент, Донецький політехнічний інститут.
09.1976-03.1977 — гірничий майстер, шахта ім. О. О. Скочинського ВО «Донецьквугілля», м. Донецьк.
03.1977-07.78 — гірничий майстер, 07.1978-10.81 — помічник начальника дільниці, 10.1981-11.81 — начальник зміни, шахта «Комуніст» ВО «Шахтарськантрацит», м. Харцизьк.
11.1981-03.83 — інструктор промислово-транспортного відділу, Харцизький МК КПУ.
03.-09.1983 — головний інженер, 09.1983-01.86 — директор, шахта «Харцизька» ВО «Жовтеньвугілля».
01.-08.1986 — директор, шахтоуправління «Харцизьке» ВО «Жовтеньвугілля».
08.1986-08.90 — 1-й секретар, Харцизький МК КПУ.
08.1990-10.92 — директор з капітального будівництва, ВО «Жовтеньвугілля», м. Кіровське.
10.1992-09.94 — технічний директор, 09.1994-10.96 — генеральний директор, ВО «Шахтарськвугілля».
10.1996-09.97 — генеральний директор — голова правління, ДХК «Шахтарськантрацит», м. Шахтарськ.
09.-10.1997 — начальник Головного управління вугільної промисловості та енергетики,
10.1997-06.98 — заступник голови з питань промисловості, енергетики, транспорту і зв'язку, Донецької облдержадміністрації.
03.06.1998-31.12.99 — Міністр вугільної промисловості України.
30.12.1999-26.06.2000 — Міністр палива та енергетики України.
Член Комітету з Державних премій України в галузі науки і техніки (з 06.2000).
Серпень 2000 — листопад 2002 — заступник Секретаря Ради національної безпеки і оборони України.
10.06.2002-13.04.2004 — президент, ДП "НАЕК «Енергоатом».
13.04.2004-03.02.2005 — Міністр палива та енергетики України — президент ДП "НАЕК «Енергоатом».
04.08.2006-18.12.2007 — Міністр вугільної промисловості України.
З 6 квітня 2010 року до 25 лютого 2014 року голова Черкаської обласної державної адміністрації. Заява про складання повноважень була написана «Задля уникнення подальшого протистояння на Черкащині, розуміючи невідворотність і необхідність змін у системі виконавчої влади і місцевого самоврядування…». У той же час, було повідомлено, що він залишається членом Партії регіонів

## Політична діяльність
Народний депутат України 5-го скликання з квітня по вересень 2006 від Партії регіонів, № 49 в списку. На час виборів: пенсіонер, безпартійний. Заступник голови Комітету з питань паливно-енергетичного комплексу, ядерної політики та ядерної безпеки (липень — вересень 2006), член фракції Партії регіонів (травень — вересень 2006). Склав депутатські повноваження 12 вересня 2006.
Народний депутат України 6-го скликання з листопада 2007 по квітень 2010 від Партії регіонів, № 81 в списку. На час виборів: Міністр вугільної промисловості України, член ПР. Член Комітету з питань паливно-енергетичного комплексу, ядерної політики та ядерної безпеки (з грудня 2007).

## Критика
Напередодні повторних виборів народних депутатів України 2013 журналістка Тетяна Чорновол провела розслідування, у якому з'ясувала, що Сергію Тулубу належать апартаменти у муніципалітеті Марбелья, Іспанія, які відсутні у його декларації про доходи. Також у цьому окрузі знаходяться апартаменти, записані на сина Сергія Тулуба та його дружину.
Загальна вартість цієї нерухомості, за даними пані Чорновол, перевищує один мільйон євро. При цьому на свою Іспанську дачу Тулуб літає на чартері.

## Санкції
Відповідно до рішення РНБО України від 22 листопада 2024 року "Про застосування та скасування персональних спеціальних економічних та інших обмежувальних заходів (санкцій)", введеного в дію Указом Президента України від 22 листопада 2024 року № 779/2024 позбавлений усіх державних нагород України.

## Нагороди, звання
- Звання Герой України з врученням ордена Держави (6 серпня 2004) — «за визначні особисті заслуги перед Українською державою у розвитку атомної енергетики, багаторічну самовіддану працю»[10] (позбавлений)
- Орден князя Ярослава Мудрого V ст. (13 серпня 2013) — за значний особистий внесок у державне будівництво, соціально-економічний розвиток Черкаської області, багаторічну сумлінну працю та високий професіоналізм[11] (позбавлений)
- Орден «За заслуги» III ст. (21 серпня 1999) — за самовіддану працю, визначні особисті заслуги в державному будівництві, соціально-економічному, науково-технічному і культурному розвитку України та з нагоди 8-ї річниці незалежності України[12] (позбавлений)
- Заслужений діяч науки і техніки України (13 серпня 2003) — за вагомий особистий внесок у розвиток паливно-енергетичного комплексу, розробку наукових засад енергетичної безпеки України[13] (позбавлений)
- Державна премія України в галузі науки і техніки 2000 року — за розробку, освоєння серійного виробництва та впровадження високоефективних щитових кріплень КД80 та КД90 для відпрацювання пологоспадних пластів потужністю 0,8-2,5 м (у складі колективу)[14] (позбавлений)
- Медаль «За трудову доблесть» (СРСР, 1986)
- Державний службовець 1-го рангу (жовтень 2000)[15]. Знаки «Шахтарська слава» III, II, I ст., «Шахтарська доблесть» III, II, I ст. Почесна грамота КМ України (серпень 2004)[16]. Почесна грамота ВР України (2003). (позбавлений)
- Кавалер Міжнародного ордена Святого Станіслава[17].